# Ichneumon ani
Ichneumon ani là một loài tò vò trong họ Ichneumonidae.